# Kfar Jam
Kfar Jam (hebrejsky: כפר ים, doslova "Mořská vesnice", anglicky: Kfar Yam) bylo malé předsunuté stanoviště a izraelská osada v bloku osad Guš Katif v Pásmu Gazy, která byla zrušena v rámci Izraelského plánu jednostranného stažení v roce 2005.

## Dějiny
Malá osada Kfar Jam vznikla poblíž břehu Středozemního moře v roce 1983, kdy se 2 rodiny usadily v opuštěném areálu, který před rokem 1967 využívala egyptská armáda. V roce 1985 se k nim přidala 3. rodina a 4.rodina se sem přistěhovala v roce 1996. Šlo o rozptýlenou zástavbu individuálních osadníků. Obyvatelé se zabývali intenzivním zemědělství v skleníkových komplexech. Osada Kfar Jam neměla oficiální statut, třebaže fakticky šlo o samostatnou obec s vlastním zastoupením v Oblastní radě Chof Aza.
Obyvatelé osady Kfar Jam byli v srpnu 2005 vystěhováni izraelskou armádou a izraelskou policií v rámci plánu jednostranného stažení. Krátce na to byly jejich domy zdemolovány a oblast předána pod správu Palestinců.

## Demografie
Obyvatelstvo obce Kfar Jam bylo v databázi rady Ješa popisováno jako sekulární. Přesné údaje o vývoji počtu obyvatel neexistují, protože osada nebyla oficiálně uznávána jako nezávislá obec. V době evakuace osady její populace čítala čtyři rodiny (10 lidí). Rovněž databáze Yesha zde pro rok 2003 uvádí 10 obyvatel.